# Khanat Kumul

Lage des Khanats in Xinjiang

Das Khanat Kumul oder Kasachisches Khanat Hami (chinesisch 哈密札薩克和碩親王, Pinyin Hāmì zhásàkè héshuò qīnwáng; uigurisch قۇمۇل خانلىقى) war ein teil-autonomes feudalistisches Turk-Khanat im Einflussbereich der Qing-Dynastie und der damaligen Republik China, bis zur Zerschlagung durch den Gouverneur von Xinjiang, Jin Shuren, 1930.

## Geschichte
Die Khane von Kumul waren direkte Nachkommen der Tschagatai-Khane. Die Ming-Dynastie begründete ein Tribut-System mit dem Khanat, nachdem der Ming–Turpan-Konflikt beendet war. Unter dem Khan Sa'id Baba unterstützte das Khanat moslemische Hui-Chinesen die während der Milayin-Rebellion (1646) im Verlauf der Eroberungen der Qing-Dynastie loyal zur Ming-Dynastie standen. Nach der Niederlage der Ming-Loyalisten, bei der der Prinz Turumtay getötet wurde, unterwarf sich Kumul den Qing. Bereits 1647 begannen die Khane von Hami den Qing Tribute zu senden. In der Regierungszeit von Kangxi kam das Khanat 1696 nach dem Dzungar-Qing-Krieg endgültig unter die Herrschaft des Qing-Reichs, behielt aber einen Teil seiner Autonomie als Vasallenstaat. Abdullah Beg erhielt von Kangxi den Titel „Jasagh Darhan“ zugesprochen, weil das Khanat für die Qing gegen die Dzungaren gekämpft hatte. Kumul blieb auch Vasallenstaat als Xinjiang 1884 nach der Dungan-Revolte zur Provinz wurde. Sie mussten in Ürümqi Tribut entrichten.
Das Qing-Reich verlieh den Khanen sogar den Titel Qinwang (Fürst Ersten Ranges chinesisch 親王, Pinyin qīn wáng). Die Khane hatten damit enorme Macht vom Qing-Hof erhalten, mit Ausnahme der Hinrichtungsbefugnis, welche von einem chinesischen Beamten in Kumul angeordnet werden musste. Die Khane galten offiziell als Vasallen des Kaisers von China und alle sechs Jahre mussten sie als Diener des Kaisers während einer Periode von 40 Tagen Beijing einen Besuch abstatten.
Anfang des 20. Jahrhunderts erpressten Khan Muhammad und sein Sohn und Nachfolger Khan Maqsud Shah hohe Steuern von ihren Untergebenen und zwangen sie zu Fronarbeit, weshalb zwei Rebellionen gegen die Herrschaft ausbrachen, 1907 und 1912.
Der Khan wurde von einem Kanzler unterstützt. Yulbars Khan, der „Tiger-Fürst von Hami“ war Kanzler des letzten Khans, Maqsud Shah. In dieser Zeit war der Han-chinesische Gouverneur von Xinjiang, Yang Zengxin, ein Monarchist, freundlich gegenüber Maqsud Shah eingestellt und tolerierte das Khanat. Bis um 1920 japanische Agenten begannen das Gebiet von Kumul zu erkunden.
Tatsächlich hielt das Khanat auch die Uiguren auch davon ab zu rebellieren, da das Khanat eine Regierung der eigenen Ethnie und Religion darstellte. Die Auflösung des Khanats führte zu einer blutigen Rebellion.
Nach dem Tod von Maqsud Shah 1930 ersetzte Jin Shuren das Khanat durch drei gewöhnliche Provinzial-Distrikte Hami, Yihe und Yiwu und löste damit die Hami-Rebellion aus, in welcher Yulbars Khan versuchte den Thronfolger Nasir an die Regierung zu bringen.

## Liste der Khane
Die Liste ergibt sich aus den Aufzeichnungen der „Geschichte der Qing“ (清史稿, Qingshi Gao, Band 211, Kap. 51):
| Generation | Name                                         | Herrschaftszeit | Kurzbeschreibung |
| ---------- | -------------------------------------------- | --------------- | --- |
| 1.         | Abdullah Beg 額貝都拉 é-bèi-dōu-lā           | 1697－1709      | Im 36. Jahr der Kangxi-Regierung, erhielt er den Titel „Jasagh Darhan“ I. Ranges. Er starb im 48. Jahr der Kangxi-Regierung. |
| 2.         | 郭帕 guō-pà                                  | 1709－1711      | Abdullah Begs ältester Sohn. Im 48. Jahr der Kangxi-Regierung erhielt er den Titel Jasagh Darhan I. Ranges. Er starb im 50. Jahr der Kangxi-Regierung. |
| 3.         | Emin 額敏 É-mǐn                              | 1711－1740      | guō-pà begs ältester Sohn. Im 50. Jahr der Kangxi-Regierung erbte er den Titel Jasagh Darhan I. Ranges. Im 5. Jahr der Yongzheng-Regierung wurde er befördert zum Zhenguo Gong (鎮國公 – Herzog der den Staat bewacht); im 7. Jahr der Yongzheng-Regierung wurde er zum Gushan Beizi (固山貝子 – Banner-Fürst). Im 5. Jahr der Qianlong-Regierung starb er. |
| 4.         | Yusuf 玉素甫 Yù-sù-fǔ (Yusup 玉素卜yù sù bǔ) | 1740－1767      | Emins ältester Sohn. Im 5. Jahr der Qianlong-Regierung erbte er den Titel Jasagh Zhenguo Gong. Im 10. Jahr der Qianlong-Regierung wurde er zum Gushan Beizi befördert. Im 23. Jahr von Qianlongs Regierung wurde ihm der Titel Beile pinji (貝勒品級) verliehen. Im 24. Jahr der Qianlong-Regierung wurde er befördert und zum Duoluo Beile (多羅貝勒) ernannt mit dem Titel Junwang pinji (郡王品級). Er starb im 12. Monat des 31. Jahres (Januar 1767).                   |
| 5.         | Ishaq 伊薩克 yī-sà-kè                        | 1767－1780      | Yusufs zweiter Sohn. Im 32. Jahr der Qianlong-Regierung erbte er den Titel Junwang pinji Jasagh Duoluo Beile. Im 45. Jahr starb er. |
| 6.         | 額爾德錫爾 é-Ěr-dé-xī-ěr                     | 1780－1813      | Ishaqs ältester Sohn. Im 45. Jahr der Qianlong-Regierung erbte er den Titel Junwang pinji Jasagh Duoluo Beile. Im 48. Jahr wurde ihm durch kaiserliche Order die permanente Sukzession zugesprochen (alle seine Nachkommen würden automatisch den Titel erben). Im 18. Jahr des Jiaqing-Kaisers starb er. |
| 7          | 博錫爾 bó-xī-ěr                              | 1813－1867      | Sohn von é-Ěr-dé-xī-ěr. Im 18. Jahr der Jiaqing-Regierung erbte er (die Titel seines Vaters). Im 12. Jahr der Daoguang-Regerunig wurde er zum Duoluo Junwang (多羅郡王) befördert. Im 3. Jahr der Xianfeng-Regierung wurde ihm der Titel Qinwang (親王) zugesprochen. Im 5. Jahr der Tongzhi-Regierung brach die Dungan-Revolte aus, aber er blieb loyal (zu den Qing). Im 6. Jahr der Tongzhi-Regierung wurde ihm posthum der Titel Hezhuo Qinwang (和碩親王) zugesprochen. |
| 8.         | Muhammad 賣哈莫特 mài-hǎ-mò-tè               | 1867－1882      | Sohn von bó-xī-ěr. Im 6. Jahr der Tongzhi-Regierung erbte er den Titel Jasagh Heshuo Qinwang. Im 7. Jahr der Guangxu-Regierung starb er, ohne einen Nachkommen, der seine Titel erbte. |
| 9.         | Maqsud Shah 沙木胡索特 shā-mù-hú-suǒ-tè      | 1882－1930      | Muhammads agnatischer Neffe. Im 8. Jahr der Guangxu-Regierung erbte er seine Titel. Im 4. Jahr der Republik China wurden seine Bezüge als Qinwang verdoppelt. Im 19. Jahr der Republik China im 6. Monat am 6. Tag starb er an einer Krankheit. |
| 10.        | Nasir 聶滋爾 niè-zī-ěr                       | 1930－1934      | Maqsud Shahs 2. Sohn. Im 19. Jahr der Republik China im 9. Monat am 13. Tag erbte er seine Titel. Im 23. Jahr der Republik starb er. |
| 11.        | 伯錫爾 bó-xī-ěr                              | 1934－1949      | niè-zī-ěrs ältester Sohn. Im 23. Jahr der Republik im 4. Monat erbte er seine Titel. Er wurde gefangen genommen und in ein Gefängnis gebracht. 1951 starb er im Gefängnis. |